# Ołeksij Hodin
Ołeksij Wjaczesławowycz Hodin, ukr. Олексій В`ячеславович Годін (ur. 2 lutego 1983 w Zaporożu) – ukraiński piłkarz, grający na pozycji pomocnika, trener piłkarski.

## Kariera piłkarska

### Kariera klubowa
Pochodzi z miasta Zaporoże, od 9 lat uczęszczał do miejscowej DJuSzOR Metałurh. Pierwszy trener Wałentyn Hryszyn. Początkowo grał w drużynie juniorów, dopiero 25 marca 2002 debiutował w składzie Metałurha Zaporoże. Był wybrany kapitanem drużyny. Na początku 2006 został wypożyczony na pół roku do Tawrii Symferopol. Latem 2009 podpisał 3-letni kontrakt z Metałurhiem Donieck. Po wygaśnięciu kontraktu w 2012 opuścił doniecki klub. Latem 2013 ponownie został piłkarzem Metałurha Zaporoże. Po zakończeniu sezonu 2014/15 opuścił zaporoski klub. Następnie wyjechał do Litwy, gdzie bronił barw FK Šiauliai. W 2016 występował w krymskim TSK-Tawrija Symferopol. W 2018 wrócił do Metałurha Zaporoże.

### Kariera reprezentacyjna
Reprezentacyjną karierę rozpoczął od występów w młodzieżowej reprezentacji Ukrainy.

## Kariera trenerska
Po zakończeniu kariery piłkarskiej rozpoczął pracę szkoleniową. W październiku 2018 dołączył do sztabu trenerskiego Metałurha Zaporoże, a od 7 października 2019 pełnił obowiązki głównego trenera klubu.

## Sukcesy i odznaczenia

### Sukcesy klubowe
- finalista Pucharu Ukrainy: 2006

### Sukcesy reprezentacyjne
- wicemistrz Europy U-21: 2006